# Ridgeway (Iowa)
Ridgeway – miasto w Stanach Zjednoczonych, w stanie Iowa, w hrabstwie Winneshiek. Zgodnie ze spisem statystycznym z 2000 roku, miasto liczyło 293 mieszkańców.